# Mariner 10
Mariner 10 je američka automatska svemirska letjelica iz programa Mariner, lansirana 3. studenog 1973. prema Merkuru i Veneri. Mariner 10 je lansirana dvije godine poslije Mariner 9 kao zadnja u programu Mariner jer su letjelica Mariner 11 i Mariner 12 bile preimenovane u Voyager 1 i Voyager 2. Letjelica Mariner 10 je bila prva letjelica koja je koristila principe gravitacijske praćke, koristeći gravitacijsku silu Venere za usporavanje i dosezanje orbite Merkura. Mariner 10 je za promjene orbitalnih parametara također koristila tlak Sunčevog zračenja na fotonaponskim panelima i velikoj paraboličnoj anteni.

## Istraživanja
Mariner 10 je do 2008. godine bila jedina letjelica koja je uspjela fotografirati polovinu površine Merkura, s oko 2800 slika. Svojim prolaskom pokraj Merkura Mariner 10 je otkrila pojedinosti koje nije moguće vidjeti sa Zemlje zbog velike udaljenosti. Također je otkrila da Merkur ispušta atome helija i natrija, postojanje globalnog magnetskog polja, te da je jezgra planeta bogata željezom.

## Vanjske poveznice
- The Voyage of Mariner 10: Mission to Venus and Mercury (NASA SP-424) 1978  Arhivirana inačica izvorne stranice od 4. kolovoza 2007. (Wayback Machine) Cijelovita knjiga o letjelici Mariner 10 sa slikama, dijagramima, u javnoj domeni